# Schach-Europameisterschaft der Frauen 2021

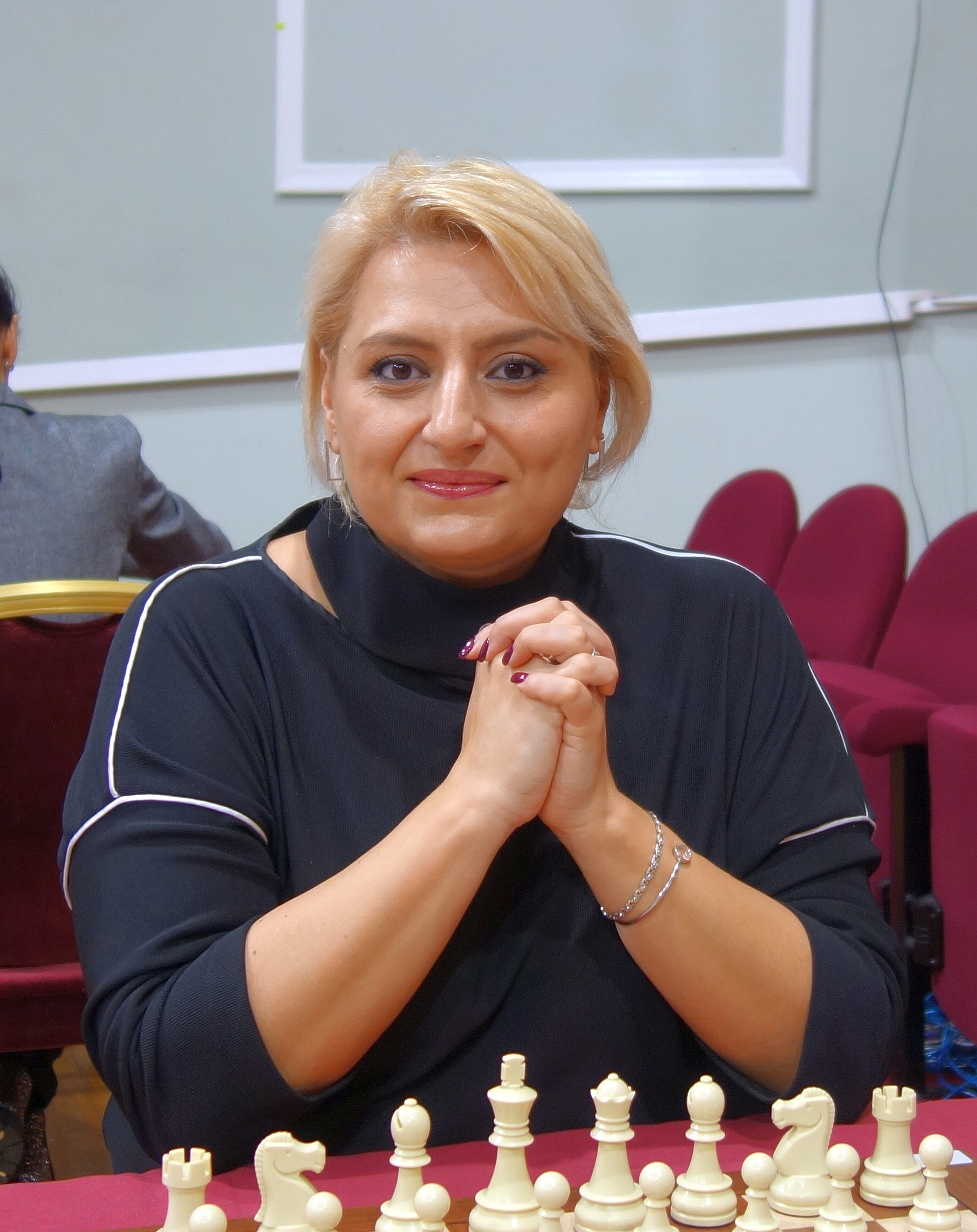
Elina Danieljan, Europameisterin 2021

Die Schach-Europameisterschaft der Frauen 2021 (offiziell European Individual Women’s Chess Championship 2021) war die 21. Austragung einer Schach-Europameisterschaft der Frauen und fand vom 9. bis 20. August 2021 im rumänischen Iași statt. Das Turnier nach Schweizer System wurde von der European Chess Union veranstaltet. Siegerin wurde die Armenierin Elina Danieljan.
Die 21. Europeameisterschaft war ursprünglich für den Juni 2020 in Mamaia angesetzt gewesen, musste jedoch aufgrund der COVID-19-Pandemie verschoben werden.

## Organisation

### Modus
Gespielt wurde nach Schweizer System über eine Dauer von elf Runden. Als Bedenkzeit hatten die Spielerinnen jeweils eine Startzeit von 90 Minuten, die nach dem 40. Zug um weitere 30 Minuten erweitert wurde. Zudem gab es ein Zeitinkrement von 30 Sekunden bereits ab dem ersten Zug. Bei Punktgleichheit wurde nach der durchschnittlichen Elo-Zahl der Gegnerinnen (ausgenommen des schlechtesten) unterschieden. Danach zählten die Buchholz-Wertung (in der ersten Anwendung abzüglich der schlechtestgewerteten Gegnerin) und das direkte Duell falls vorhanden.
Die Teilnahme stand grundsätzlich allen Mitgliedern der europäischen nationalen Verbänden frei. Spielerinnen aus dem suspendierten bulgarischen Schachverband mussten unter der Flagge der European Chess Union antreten.

### Preisgeld
Insgesamt wurden 60.000 Euro an Preisgeldern ausgeschüttet. Aus dem Teilnehmerfeld erhielten die 20 bestplatzierten Spielerinnen eine Prämie von mindestens 1000 €; die Siegerin erhielt 10.000 €.

## Ergebnis
Insgesamt nahmen 120 Spielerinnen teil. Aus dem Gastgeberland Rumänien kamen 17 Teilnehmerinnen. Dahinter bildeten Russland mit 12 Spielerinnen und Aserbaidschan mit 10 Spielerinnen die größten Gruppen. Aus Deutschland nahmen sechs Frauen an der Europameisterschaft teil.
Nach zehn der elf Runden standen Elina Danieljan und Julija Osmak punktgleich an der Spitze. Während Osmak in der letzten Runde gegen Bela Chotenaschwili nur ein Remis erzielte, konnte Danieljan gegen Mai Narva ihre Partie gewinnen und stand als einzige Spielerin mit neun Punkten an der Spitze der Europameisterschaft.
Über die Europameisterschaft qualifizierten sich zehn Spielerinnen für den Schach-Weltpokal der Frauen 2023.
| Platz | Teilnehmerin        | Elo-Zahl | Punkte | AROC1 |
| ----- | ------------------- | -------- | ------ | ----- |
| 01.   | Elina Danieljan     | 2407     | 9,0    | 2404  |
| 02.   | Julija Osmak        | 2418     | 8,5    | 2388  |
| 03.   | Oliwia Kiołbasa     | 2288     | 8,0    | 2372  |
| 04.   | Natalija Buksa      | 2413     | 8,0    | 2334  |
| 05.   | Anna M. Sargsjan    | 2388     | 7,5    | 2370  |
| 06.   | Gülnar Məmmədova    | 2385     | 7,5    | 2360  |
| 07.   | Bela Chotenaschwili | 2471     | 7,5    | 2358  |
| 08.   | Mai Narva           | 2276     | 7,5    | 2346  |
| 09.   | Meri Arabidse       | 2438     | 7,5    | 2329  |
| 10.   | Leja Garifullina    | 2385     | 7,5    | 2327  |